# Manuel de los Cobos y Luna
Manuel Gómez de los Cobos y Luna (1606 - Caller, 21 de julio de 1668) fue un noble y hombre de estado español, IV marqués de Camarasa, II duque de Sabiote, conde de Ricla, de Rivadavia, de Castrojeriz y de Villazopeque, grande de España, adelantado de Galicia, virrey de Valencia y de Cerdeña, donde murió asesinado a consecuencia de las tensiones nobiliarias que existían en la isla en aquellos momentos por la convocatoria del Parlamento.
Casó con Isabel de Portocarrero, hija del III conde de Montijo y fueron padre del V marqués de Camarasa. 

| Predecesor: Luis Guillermo de Moncada | Virrey de Valencia 1659 - 1663                 | Sucesor: Vicente Gonzaga Doria |
| Predecesor: Nicolás Ludovisi          | Virrey de Cerdeña mayo de 1665 - julio de 1668 | Sucesor: Francisco Tuttavilla  |

## Bibliografìa
- Manuel Gómez Manrique Sarmiento de Mendoza y los Cobos, Real Academia de la Historia
- Giorgio Aleo, Historia chronologica y verdadera de todos los successos y cosas particulares succedidas en la Isla y Reyno de Serdeña, del año 1637 al año 1672, Ms cartaceo del XVII secolo di cc. 108, raccolta Baille ora Storia cronologica di Sardegna: 1637-1672, tradotto da P. Attanasio da Quartu, Cagliari, Editrice Cattolica Sarda, 1926.